# Sveti Đorđe
Sveti Đorđe (deutsch: Heiliger Georg) ist eine (natürliche) Insel in der Bucht von Kotor in Montenegro. Sie ist eine der zwei Inseln an der Küste vor Perast, die andere ist die künstlich aufgeschüttete Insel Gospa od Škrpjela. Auf dieser Insel steht unter anderem ein aus dem 12. Jahrhundert stammendes Benediktinerkloster und ein Friedhof für den Adel aus Perast und den übrigen an der Bucht liegenden Gemeinden.
Es gibt Spekulationen, dass die Insel als Vorbild für Arnold Böcklins Gemälde Die Toteninsel diente.